# ベルナルド・ロッセリーノ

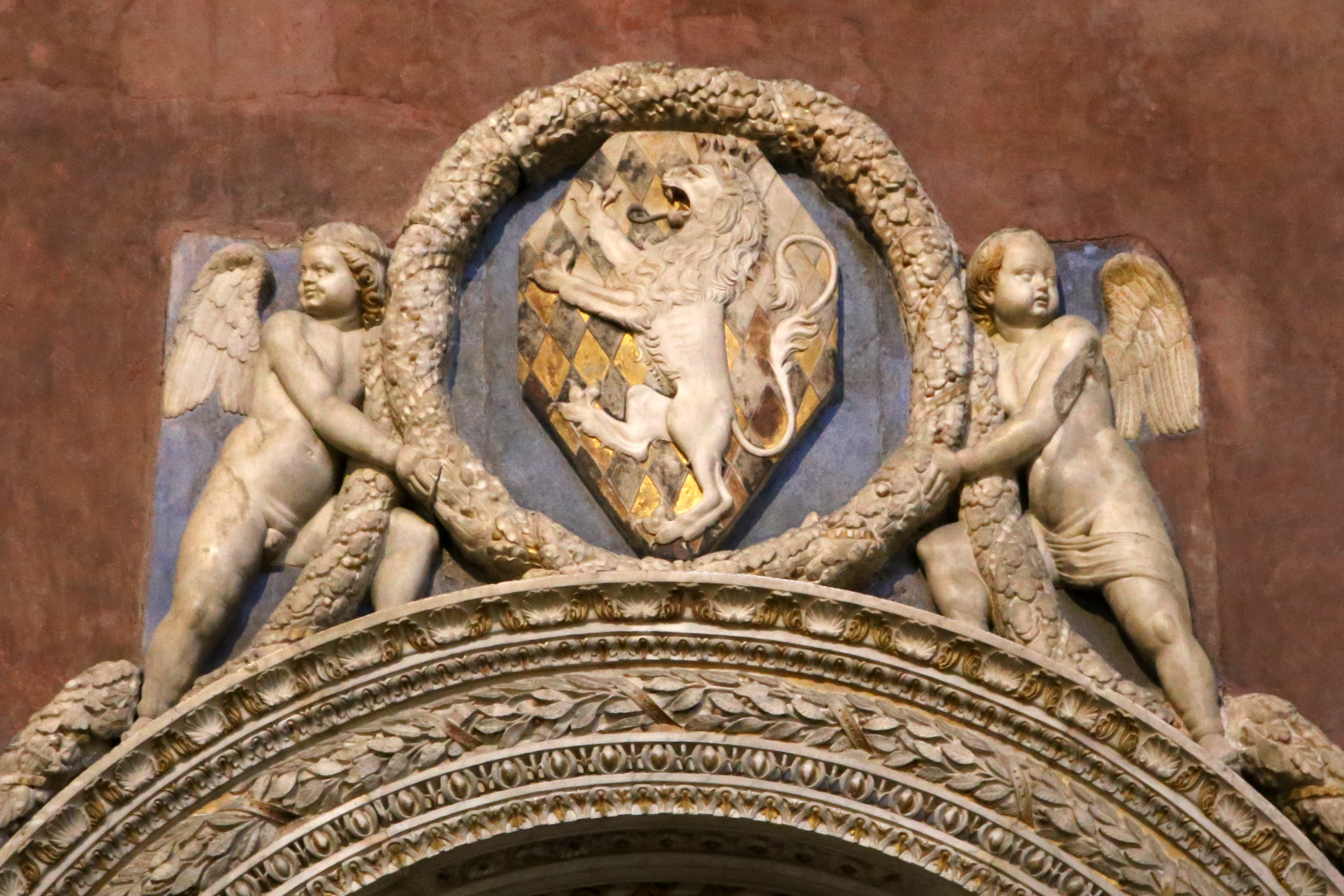
ベルナルド・ロッセリーノ

ベルナルド・ロッセリーノ（Bernard Rossellino, 1409年 - 1464年）は、初期ルネサンスの彫刻家・建築家。本名はベルナルド・ディ・マッテオ・ディ・ドメニコ・ガンバレッリ（Bernardo di Matteo di Domenico Gambarelli）。教皇庁の建築顧問として活躍し、レオン・バッティスタ・アルベルティが同庁の書記官となってからは、彼のもとで建築実務を担当した。

## 生涯
セッティニャーノの生まれ。彫刻家として立身したが、弟のアントーニオ・ロッセリーノも高名な彫刻家である。1450年に完成させたサンタ・クローチェ聖堂のレオナルド・ブルーニの墓碑がニコラウス5世の目にとまり、以後、教皇庁の建築顧問となる。彼は建築家として多くの改修・再建計画に携わっており、ジャンノッツォ・マネッティによる『ニコラウス5世伝』によれば、ファブリアーノの広場改修工事とサン・フランチェスコ聖堂の再建、アッシジのサン・フランチェスコ聖堂の改修工事を行っている。ナルニ、オルヴィエート、ヴィテルボ、ローマにおいても建築物の改修工事を請け負っている。ルネサンス建築史上きわめて重要な彼の仕事は、1459年から1462年にかけて、教皇ピウス2世に招かれ携わった、ピエンツァ大聖堂とパラッツォ・ピッコロミーニ建設である。